# 리버 비페리
리버 비페리(River Viiperi, 1991년 8월 4일 ~ )는 스페인의 남자 모델이다.